# Placówka Straży Granicznej w Sanoku
Placówka Straży Granicznej w Sanoku – graniczna jednostka organizacyjna Straży Granicznej realizująca zadania w ochronie granicy państwowej z Republiką Słowacką (wewnętrznej granicy Unii Europejskiej) i Ukrainą (zewnętrznej granicy Unii Europejskiej).

## Formowanie i zmiany organizacyjne
Placówka Straży Granicznej w Sanoku (Placówka SG w Sanoku) została włączona do systemu ochrony granicy państwowej 15 stycznia 2008, w strukturach Karpackiego Oddziału Straży Granicznej w Nowym Sączu. Została ulokowana w sanockiej dzielnicy Śródmieście w jednym z budynków dawnych koszar wojskowych, umiejscowionych w obrębie ulicy Adama Mickiewicza, Fryderyka Szopena oraz Żwirki i Wigury. 
1 czerwca 2009 Placówka SG w Sanoku została włączona w struktury Bieszczadzkiego Oddziału Straży Granicznej w Przemyślu.
W 2023, Placówka Straży Granicznej w Sanoku miała status placówki SG kategorii III.

## Ochrona granicy
Od 1 marca 2011 przejęła resztę województwa podkarpackiego od rozformowanego Karpackiego Oddziału Straży Granicznej.

## Terytorialny zasięg działania
Placówka Straży Granicznej w Sanoku ochrania odcinek granicy państwowej ze Słowacją o długości ok. 98 km:
Stan z 2 grudnia 2016
- Od znaku granicznego nr I/51 do znaku granicznego nr I/202.
- W strefie nadgranicznej linia rozgraniczenia z placówką Straży Granicznej w:

1. Wetlinie: włączony znak graniczny nr I/51 dalej granicą gmin Cisna i Komańcza, Baligród i Komańcza oraz Baligród i Zagórz.
2. Tarnowie: wyłączony znak graniczny I/202, dalej granicą gmin Krempna i Sękowa.

- Poza strefą nadgraniczną obejmuje powiaty: brzozowski, jasielski, strzyżowski, krośnieński, Krosno, z powiatu dębickiego gminy: Brzostek i Jodłowa, z powiatu leskiego gmina Lesko, z powiatu rzeszowskiego gminy: Dynów, Dynów, Błażowa, z powiatu sanockiego gminy: Sanok, Tyrawa Wołoska, Zarszyn, Besko.

Stan z 1 sierpnia 2011
- Od znaku granicznego nr I/51do znaku granicznego nr I/202.
- W strefie nadgranicznej linia rozgraniczenia z placówką SG w:

1. Wetlinie: włącznie znak graniczny nr I/51 dalej granicą gmin Cisna, Baligród oraz Komańcza, Zagórz.
2. Piwnicznej-Zdroju: wyłącznie znak graniczny nr I/202, dalej granicą gmin Krempna oraz Sękowa.

- Poza strefą nadgraniczną obejmuje powiat brzozowski, jasielski, krosnienski, Krosno z powiatu leskiego gmina Lesko, z powiatu rzeszowskiego gminy: Dynów, Dynów (g.m), Błażowa, z powiatu sanockiego gminy: Sanok, Tyrawa Wołoska, Zarszyn i Besko.

## Placówki sąsiednie
- Placówka SG w Wetlinie ⇔ Placówka SG w Piwnicznej-Zdroju – 1.08.2011[b]
- Placówka SG w Wetlinie ⇔ Placówka SG w Tarnowie[c] – 2.12.2016[a].

## Komendanci placówki
- ppłk SG Robert Przybyła (był 31.03.2008)[5]
- ppłk SG Andrzej Siwiec (2009–14.02.2014)[6]
- ppłk SG Paweł Lubieński (był 25.11.2016)[7]
- ppłk SG Józef Burchała (2016–2019)[8]
- ppłk SG Paweł Lubieński (był w 2021[9]–był w 2023[4].

## Upamiętnienie
Na fasadzie budynku placówki została odsłonięta tablica pamiątkowa. Inskrypcja informuje: W hołdzie oficerom i strażnikom Straży Granicznej II RP służącym w Sanoku w Małopolskim Inspektoracie Okręgowym i Komendzie Obwodu w 20. rocznicę reaktywowania formacji. Funkcjonariusze Placówki SG w Sanoku oraz rodziny byłych strażników. Sanok, maj 2011.

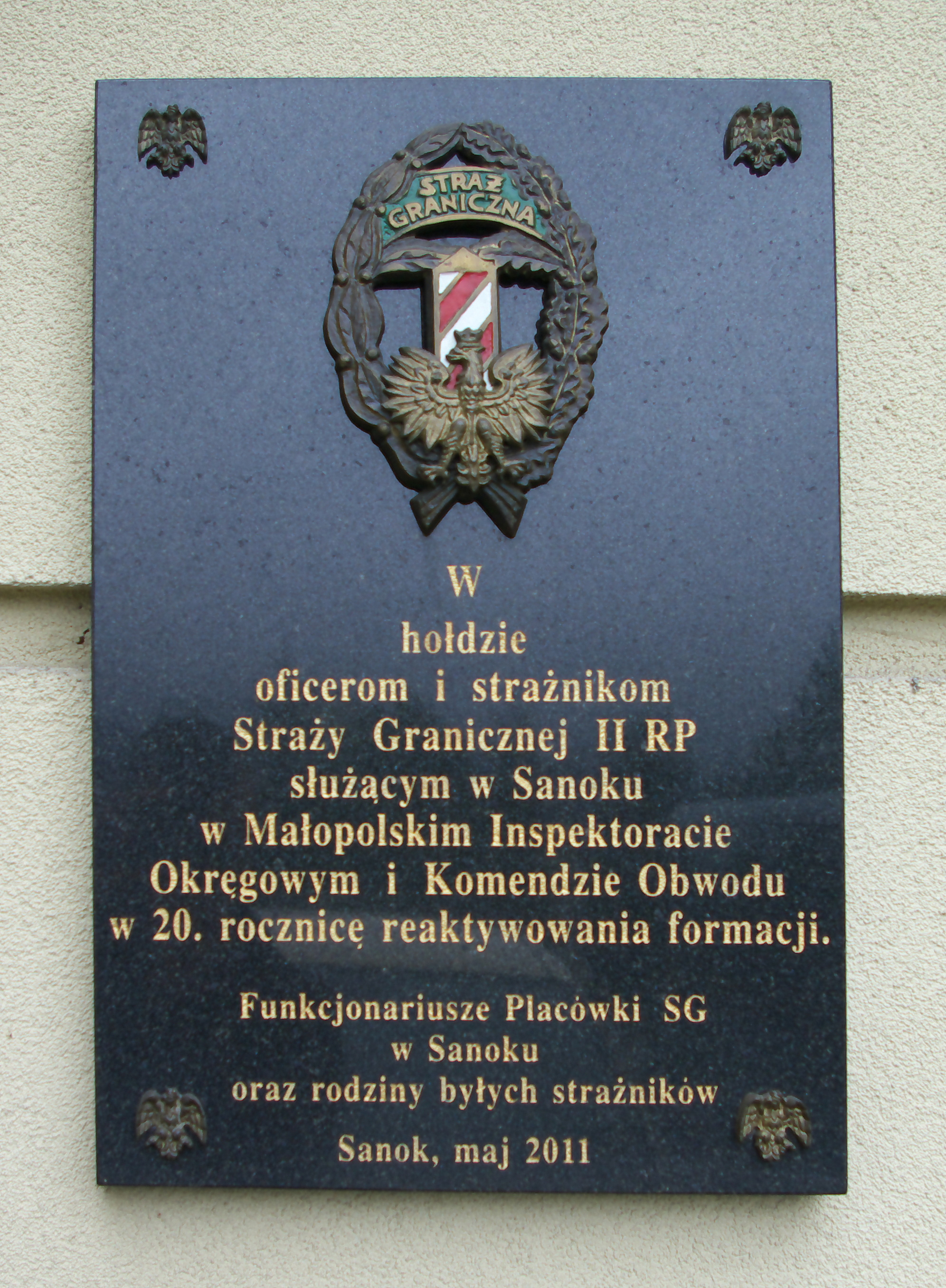
Tablica upamiętniająca strażników MIOSG w Sanoku